# Клан (фильм, 2015)
«Клан» (исп. El Clan) — аргентино-испанский криминально-драматический художественный фильм, снятый режиссёром Пабло Траперо в 2015 году.
Сценарий фильма основан на реальных исторических событиях, связанных с преступной деятельностью аргентинского семейного клана Пуччо, члены которого в первой половине 1980-х годов вблизи Буэнос-Айреса похитили четырёх человек с целью получения выкупа, убив при этом троих из них.
Премьерный показ картины в кинотеатрах Аргентины состоялся 13 августа 2015 года, а в России фильм вышел на большие экраны 18 февраля 2016 года.
Фильм является лауреатом 30-й премии «Гойя» Испанской академии кинематографических искусств и наук  2016 года в категории «Лучший иностранный фильм на испанском языке».
В сентябре 2015 года лента была показана в рамках основной конкурсной программы на 72-м Венецианском международном кинофестивале, где Пабло Траперо получил «Серебряного льва», а также была выбрана в качестве аргентинской заявки на премию «Оскар» за лучший фильм на иностранном языке.

## Сюжет
Аргентина. Начало 1980-х годов. Семья Пуччо — Архимед, Эпифания и пятеро детей — живёт в богатом пригороде Буэнос-Айреса.
После Фолклендской войны Архимед остаётся без работы и решает заняться похищением людей для получения выкупа. Старший сын Алехандро, играющий за сборную Аргентины по регби, соглашается помогать отцу в подборе потенциальных жертв…

## В ролях
- Гильермо Франселья — Архимед Пуччо (Arquímedes Puccio), отец семейства
- Петер Лансани — Алехандро Пуччо (Alejandro Puccio), старший сын
- Лили Попович — Эпифания Анхелес Кальво (Epifanía Angeles Calvo), мать семейства
- Франко Масини — Гильермо Пуччо (Guillermo Puccio), сын
- Хиселла Мотта — Силвия Пуччо, дочь
- Антония Бенгоэчеа — Адриана Пуччо, дочь
- Стефания Кессль — Магила Пуччо, дочь
- Фернандо Миро —
- Гастон Коккиарале —

## Сборы
Фильм был выпущен в прокат в Аргентине 13 августа 2015 года. За первый уик-энд было продано 505 тысяч билетов, а общая сумма сборов составила 32 миллиона песо. Таким образом, «Клан» побил рекорд среди аргентинских картин, до этого принадлежавший фильму 2014 года «Дикие истории».